# Marouette maillée
Laterallus spiloptera
Espèce
Statut de conservation UICN

 VU C2a(i) : Vulnérable
La Marouette maillée (Laterallus spilopterus, syn. Laterallus spiloptera, anciennement Porzana spiloptera) est une espèce d'oiseaux de la famille des Rallidae.

## Répartition
Son aire s'étend de manière dissoute à travers le nord de l'Argentine, l'Uruguay et le sud-est du Brésil.